# Zweifarbiger Waldrebenspanner

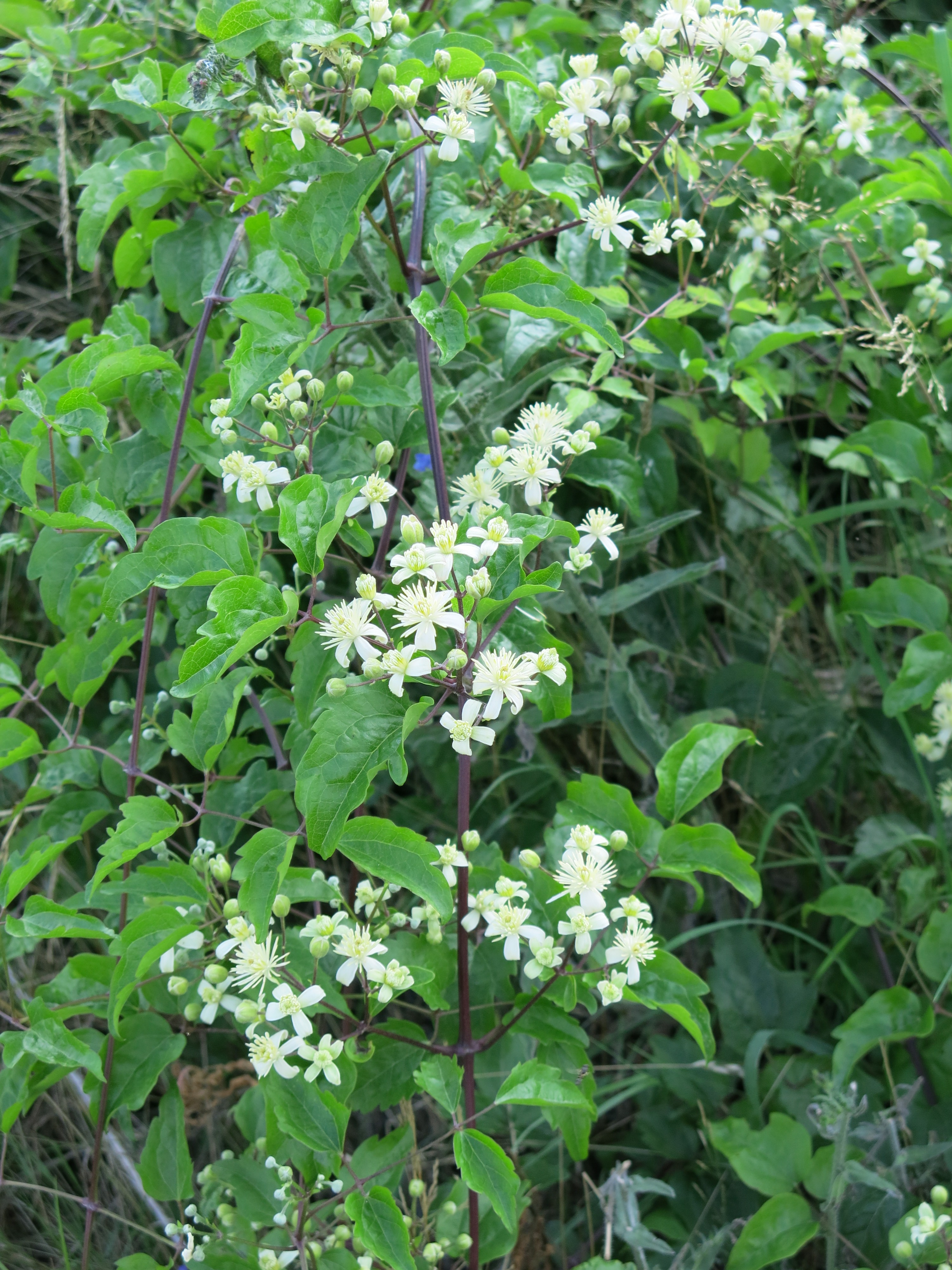
Gewöhnliche Waldrebe,
die Hauptnahrungspflanze der Raupen

Der Zweifarbige Waldrebenspanner (Horisme vitalbata), auch als Hellbraungebänderter Waldrebenspanner oder Waldreben-Wellenbindenspanner bezeichnet, ist ein Schmetterling (Nachtfalter) aus der Familie der Spanner (Geometridae). Das Artepitheton bezieht sich auf die Gewöhnliche Waldrebe (Clematis vitalba), die Hauptnahrungspflanze der Raupen.

## Merkmale

### Falter
Die Falter erreichen eine Flügelspannweite von 26 bis 31 Millimetern. Ihre Vorderflügeloberseite ist farblich dreigeteilt. Zwischen den jeweils breiten ockerfarbenen, an Vorder- und Innenrand anschließenden Bereichen erstreckt sich ein dunkelbraunes Band von der Basalregion bis zum Apex. Der schwarze Diskoidalfleck ist punktförmig. Die Hinterflügeloberseite ist braungrau gefärbt und zeigt einen kleinen schwarzen Mittelpunkt sowie unscharfe dunkle Querlinien.

### Raupe
Ausgewachsene Raupen sind glatt und schlank. Sie sind hellbraun oder hellgrau bis bläulich grau gefärbt und zeigen eine dünne dunkle Rückenlinie, die auf den mittleren Segmenten zu ovalen Flecken erweitert ist. Die Punktwarzen sind schwarz.

### Ähnliche Arten
Außer der geringeren Größe (Flügelspannweite 21 bis 25 Millimeter) unterscheidet sich der Küchenschellen-Waldrebenspanner (Horisme aquata) auch durch das hellere Gesamterscheinungsbild.

## Verbreitung und Vorkommen
Die Art kommt von der Iberischen Halbinsel über West- und Mitteleuropa einschließlich der Britischen Inseln verbreitet vor. Im Osten reicht die Verbreitung bis in die gemäßigten Klimazonen Ostasiens, aus Fennoskandinavien wurden nur Einzelfunde gemeldet. Im Süden reicht das Areal von den Inseln des westlichen Mittelmeers bis zur Balkanhalbinsel und weiter über die Schwarzmeerregion bis nach Kirgisistan. Der Zweifarbige Waldrebenspanner besiedelt u. a. Waldränder, Hecken- und Weinanbaugebiete, steinige Hänge, Gärten sowie Siedlungsgebiete. In den Alpen steigt er bis in Höhen von 1400 Metern.

## Lebensweise
Die nachtaktiven Falter besuchen gerne künstliche Lichtquellen, zuweilen auch Köder. Sie fliegen in zwei Generationen in den Monaten April bis Juni bzw. Juli und August. In Ruheposition werden die Flügel gestreckt oder schwach angewinkelt gestellt, wobei die Hinterflügel teilweise hinter den Vorderflügeln versteckt werden. Die Raupen ernähren sich in erster Linie von den Blättern der Gewöhnlichen Waldrebe (Clematis vitalba), und auch von anderen Waldrebenarten (Clematis). Die Puppen der zweiten Generation überwintern.

## Gefährdung
Der Zweifarbige Waldrebenspanner kommt in Deutschland in den einzelnen Bundesländern verbreitet in unterschiedlicher Anzahl vor und wird auf der Roten Liste gefährdeter Arten als „nicht gefährdet“ eingestuft.